# Пуста, Каарел Роберт
Каарел Роберт Пуста (эст.  Kaarel Robert Pusta; 1 марта 1883, Нарва, Российская империя — 4 мая 1964, Мадрид, Испания) — эстонский политический и государственный деятель, дипломат, министр иностранных дел Эстонии (1920 и 1924—1925).
Революционер Российской империи.

## Биография
В молодости участвовал в революционном движении, входил в кружок М. И. Калинина. В 1903 году был арестован, затем освобождён. Подвергался преследованиям царских властей. В 1904 году бежал из ссылки за границу. Жил в Германии, Франции и Швейцарии. Некоторое время учился в Париже и Берне.
В 1906 году вернулся на родину, работал журналистом. С 1906 по 1908 год редактировал газету Virulane, в 1910—1914 годах работал в редакции газеты Päevaleht. С 1915 по 1917 год офицером участвовал в Первой мировой войне.
После провозглашения независимой Эстонской Республики в 1918 году — на дипломатической работе. В 1918—1919 годах активно участвовал во внешней политике государства, добивался признания Эстонии правительствами Франции и Бельгии. В 1919 году в составе делегации Эстонии принял участие в Парижской мирной конференции.
С 1919 года — посол Эстонии во Франции (и Бельгии); в 1921—1923 годах — посол Эстонии в Риме; в 1928—1932 годах — посол Эстонии в Испании; в 1932—1934 годах — посол Эстонии в Польше, Румынии и Чехословакии; в 1935 году — посол Эстонии в Швеции, Дании, Норвегии.
Представлял Эстонию на Ассамблее и в Совете Лиги Наций. В 1923 году был вице-президентом Ассамблеи Лиги Наций.
Министр иностранных дел в 1920 (три дня) и 1924—1925 годах.
В декабре 1935 года по подозрению в связях с право-радикалами Лиги ветеранов Освободительной войны и подготовке путча был отозван из Швеции. До 1936 года находился в заключении, но был оправдан в суде. Выехал из Эстонии и жил в Париже, где работал консультантом в эстонской миссии. На родину больше не возвращался, жил в изгнании в Испании. Похоронен в Мадриде.
Был основателем Панъевропейского союза в Эстонии. Один из самых известных и признанных юристов-международников в своей стране, один из основателей Международной дипломатической академии и пожизненный член Гаагской академии международного права.

## Награды
- 1920: Крест Свободы 3 класса 1 степени
- 1925: Большой Крест Ордена Леопольда I
- 1925: Большой Крест ордена Белой розы
- 1925: Орден Трёх звёзд 1-й степени

## Избранные публикации
Автор работы об Эстонии, проблемах национальных меньшинств и общеевропейского движения, которые привлекли международное внимание.
- L’idée de l’union européenne devant les gouvernements et la Société des Nations (1931)
- Les problèmes de la Baltique (1934)
- Le Statut juridique de la Mer Baltique à partir de XIX siècle (1936)
- Kehra metsast maailma (1936)
- Saadiku päevik (1964)
- Kirjad kinnisest majast (1966)